# 15971 Hestroffer
15971 Hestroffer este un asteroid din centura principală de asteroizi.

## Descriere
15971 Hestroffer este un asteroid din centura principală de asteroizi. A fost descoperit pe 25 martie 1998 la Caussols, în cadrul proiectului ODAS. Asteroidul prezintă o orbită caracterizată de o semiaxă mare de 2,25 ua, o excentricitate de 0,19 și o înclinație de 5,5° în raport cu ecliptica.